# Idanthyrsus saxicavus
Idanthyrsus saxicavus är en ringmaskart som först beskrevs av Baird 1863.  Idanthyrsus saxicavus ingår i släktet Idanthyrsus och familjen Sabellariidae. Inga underarter finns listade i Catalogue of Life.